# Liste der Monuments historiques in Condé-sur-l’Escaut
Die Liste der Monuments historiques in Condé-sur-l’Escaut führt die Monuments historiques in der französischen Gemeinde Condé-sur-l’Escaut auf.

## Liste der Bauwerke
| Bezeichnung                    | Beschreibung | Standort                                                      | Kennzeichnung | Schutzstatus   | Datum     | Bild           |
| ------------------------------ | ------------ | ------------------------------------------------------------- | ------------- | -------------- | --------- | -------------- |
| Beffroi                        |              | 22–26, place Pierre-Delcourt (Lage)                           | PA59000132    | Inscrit        | 2007      |                |
| Schloss Bailleul               |              | 35, 37 rue de la Cavalerie Rue de la Bibliothèque (Lage)      | PA00107436    | Classé Inscrit | 1904 1987 | weitere Bilder |
| Schloss der Grafen des Hainaut |              | Rue de l’Hôpital Rue du Munitionnaire Rue de l’Arsenal (Lage) | PA00107435    | Inscrit Classé | 1948 2006 |                |
| Château de l’Hermitage         | Schloss      | (Lage)                                                        | PA00107437    | Classé         | 1924 1928 | weitere Bilder |
| Kirche St-Wasnon               |              | (Lage)                                                        | PA00107438    | Classé         | 1978      | weitere Bilder |
| Spanische Befestigung          |              | (Lage)                                                        | PA00107439    | Classé         | 1935      | weitere Bilder |
| Fosse Ledoux                   |              | (Lage)                                                        | PA00107920    | Inscrit        | 1992      | weitere Bilder |
| Hôtel de Ville                 |              | Place Pierre-Delcourt (Lage)                                  | PA59000133    | Inscrit        | 2007      | weitere Bilder |
| Haus                           |              | 45, rue Gambetta (Lage)                                       | PA59000135    | Inscrit        | 2007      |                |
| Monument de la Clairon         |              | Place Saint-Amé (Lage)                                        | PA59000134    | Inscrit        | 2007      | weitere Bilder |
| Porte Vantourneux              |              | (Lage)                                                        | PA00107440    | Classé         | 1935      | weitere Bilder |
| Pfarrhaus                      |              | 1, place Saint-Wasnon (Lage)                                  | PA59000178    | Inscrit        | 2007      |                |

## Liste der Objekte

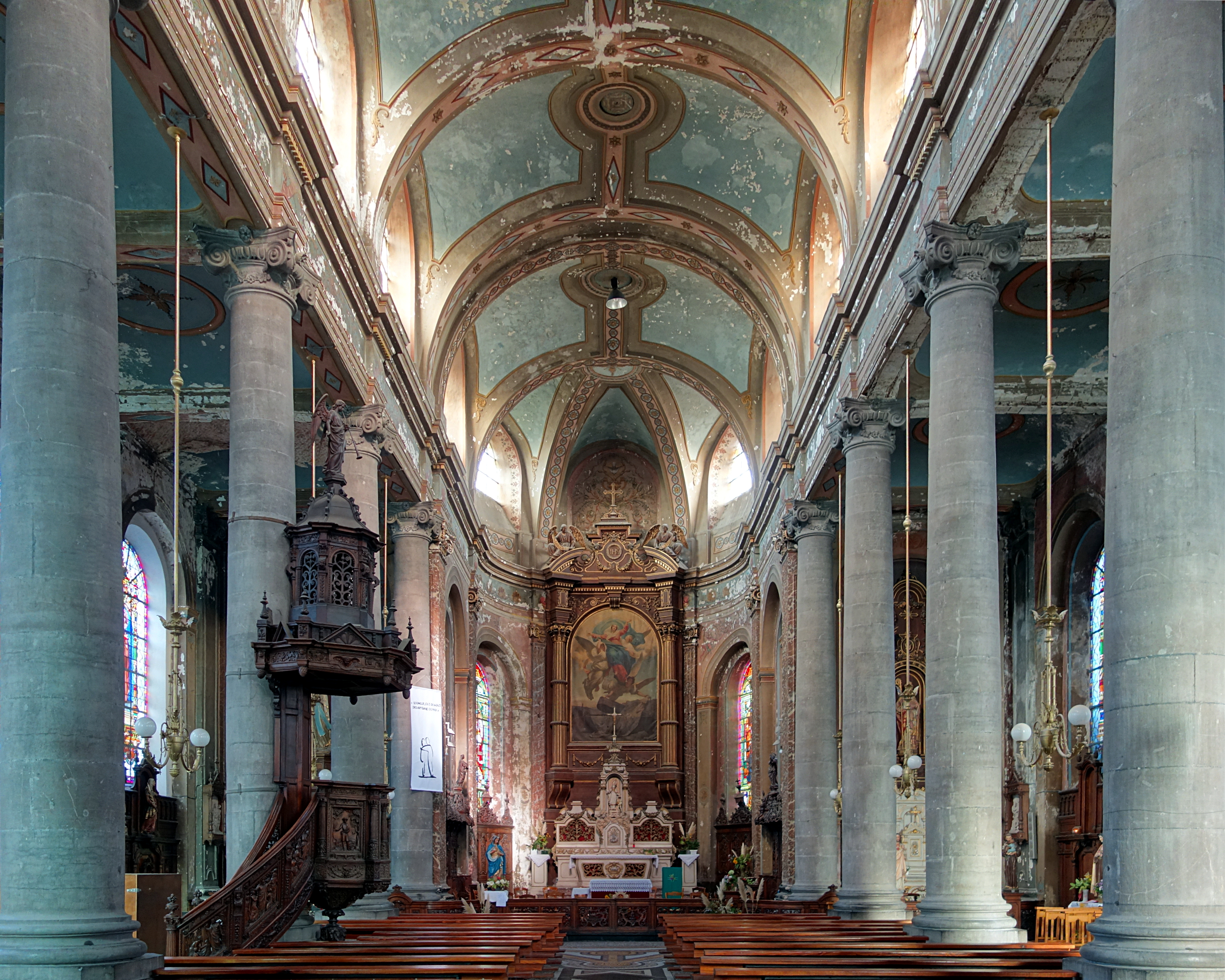
Innenansicht der Kirche St-Wasnon mit Kanzel und Hauptaltar

- Monuments historiques (Objekte) in Condé-sur-l’Escaut in der Base Palissy des französischen Kultusministeriums